# الشرج (المضاربة والعارة)

تعديل مصدري - تعديل

الشرج هي إحدى قرى عزلة المضاربة بمديرية المضاربة والعارة التابعة لمحافظة لحج، بلغ تعداد سكانها 73 نسمة حسب تعداد اليمن لعام 2004.